# Tom Fletcher (Home and Away)
Thomas Robert "Tom" Fletcher es un personaje ficticio de la serie de televisión australiana Home and Away, interpretado por el actor Roger Oakley del 17 de enero de 1988, hasta el 30 de abril de 1990. Roger regresó a la serie brevemente el 18 de febrero del 2008 como fantasma.

## Antecedentes
Tom vivía en la ciudad con su esposa Pippa, sin embargo después de que su esposa se enfermara de fiebre reumática de niña su corazón se debilitó y le habían advertido que su quedaba embarazada había una alta probabilidad de que la tensión la matara, asustado por esto Tom decide realizarse una vasectomía para evitar que su esposa quede embarazada, aunque ambos deseaban ser padres, por lo que deciden cuidar a jóvenes.
En 1978 llegó a ellos el joven de ocho años Frank Morgan cuyos padres Les era un criminal y Helena una alcohólica el Señor Jarvis de servicio social les advierte a los Fletcher que Frank es un niño difícil sin embargo ellos deciden adoptarlo y darle un hogar estable. Diez años después Frank sigue viviendo con ellos y desde entonces Tom y Pippa han adoptado a cuatro hijos más Carly Morris, Steven Matheson, Lynn Davenport y Sally Keating.
Después de que Tom cumpliera 40 años su jefe le informa que ha sido despedido, Jarvis comienza a preocuparse por el bienestar de los niños, los Fletcher deciden vender su casa para tener dinero y así no perder a sus hijos, por lo que empacan y deciden mudarse a Sumemr Bay.

## Biografía
Poco después de que Tom y Pippa llegaran a la bahía en 1988 la pareja le compra a Alf Stewart la casa de Summer Bay y el Caravan Park, quien había estado viviendo ahí con su ahora difunta esposa Martha y su hija Ruth Stewart. Inmediatamente de su llegada Tom y Pippa se hacen amigos de varios residentes de la comunidad entre ellos Floss McPhee, Neville McPhee y de Ailsa Hogan, sin embargo también se hacen enemigos de su vecino Donald Fisher después de que él y Pippa aceptaran a Bobby Simpson la hija de Donald en su casa.
Las cosas comienzan a ponerse difíciles para Tom luego de que se le dificultará conseguir trabajo gracias a Donald quien le hacía la vida imposible a Tom. Sin embargo las cosas cambian cuando Mervin Baldivis le da un trabajo con Sam Barlow, sin embargo su suerte se acaba cuando Tom decide renunciar después de pelearse con Sam luego de que este hiciera un comentario acerca de la reciente violación de la hija de Tom, Carly poco después Tom es ascendido a capataz y Sam es descendido. 
Cuando Carly se avergüenza por el trabajo de Tom este se siente herido, pero cuando la familia Macklin abre una serie de hoteles llamado "Sands Resort", Tom encuentra un trabajo ahí. Las noticias mejoran cuando Pippa descubre que está embarazada a pesar de que Tom años antes se hiciera una vasectomía, la pareja se emociona sin embargo también se preocupan de que Pippa pueda morir durante el parto, sin embargo deciden tomar el riesgo. Pippa tiene un embarazo saludable y pronto la pareja le da la bienvenida a su primer hijo biológico, Christopher Fletcher.
Su trabajo pronto comienza a causarle dificultades cuando Tom se desmaya después de sufrir un accidente cerebrovascular por lo que es hospitalizado por varias semanas, después de su recuperación el matrimonio de Tom y Pippa sufre problemas cuando Zac Burgess un cazador de tiburones intenta conquistar a Pippa y cuando esta lo rechaza Zac comienza a esparcir rumores de que el y Pippa tienen una aventura. Sin embargo cuando la verdad es descubierta y todos se dan cuenta de las verdaderas intenciones de Zac, este huye y Tom y Pippa se reconcilian.
En 1990 mientras Tom se encontrada manejando luego de regresando de estar en un partido de fútbol con Bobby, Steve y Sophie Simpson sufre un segundo ataque cerebrovascular y choca el coche. Los paramédicos intentan revivirlo pero no pueden hacer nada y lo declaran muerto, dejando a Pippa y a sus hijos destrozados.
En el 2008, 18 años después de su muerte Tom aparece nuevamente cuando su hija Sally Fletcher sufre una experiencia cercana a la muerte luego de ser acuchillada por Johnny Cooper, Michael se aparece en una visión a Sally y le muestra una alternativa de la bahía y lo que pasaría si ella moría: su hermano gemelo Miles Copeland sería asesinado por Johnny, Cassie Turner moriría a causa del VIH y le dice que si ella regresa alguien va a morir para ocupar su lugar, poco después de que Sally se recupera su amigo Dan Baker muere en un accidente; cuando Sally le cuenta a Pippa sobre su visión Pippa aunque al inicio está escéptica le cree al igual que Alf Stewart luego de que el experimentara una situación similar cuando su esposa Ailsa murió de un tumor cerebral y poco después se le apareció.